# TNT-Äquivalent
TNT-Äquivalent ist eine nicht SI-konforme, aber weiterhin gebräuchliche Maßeinheit für die bei einer Explosion freiwerdende Energie. Die Angabe bezieht sich auf die gesamte freiwerdende Energie, nicht nur auf die kinetische Energie, die zum Beispiel bei Kernwaffen deutlich geringer als die Gesamtenergie sein kann. Deswegen ist die Sprengkraft nur bedingt mit der einer entsprechenden Menge des Sprengstoffs TNT vergleichbar.

## Definition
Zur Zeit der Definition wurde vielfach nicht mit Joule (J), sondern mit Kalorien (1 cal = 4,184 J) oder Erg (1 erg = 10−7 J) gerechnet.
TNT hat eine molare Masse von 227,1 g/mol und setzt eine Energie von ca. 1047 kJ/mol (ca. 250 kcal/mol) frei. Daraus ergibt sich eine Energiedichte von etwa 4,6 MJ/kg (ca. 1100 kcal/kg). Um eine „glatte“ Einheit zu haben, wurde 1000 kcalth/kg als Basis genommen. Hierbei ist calth die thermochemische Kalorie, die früher im Ingenieurwesen übliche Variante der Kalorie.
Für das Energie-Äquivalent einer Kilotonne TNT ergibt sich dann:
1 kT = 1.000 Tonnen TNT = 106 kgTNT = 1012 calth = 4,184 · 1012 J = 4,184 TJ.
Neben Kilotonnen (kT) werden auch Megatonnen (MT) und seltener Gigatonnen (GT) als Einheiten verwendet.
Eine Megatonne TNT entsprechen
1 MT = 1.000 kT = 109 kgTNT = 4,184× 1015 J = 4,184 PJ.
Um Verwechslungen mit Massen zu vermeiden, werden die TNT-Äquivalents-Einheiten häufig mit großem T geschrieben, also „MT“ statt „Mt“. Es existiert jedoch kein verbindlicher Standard.

## Verwendung
Das TNT-Äquivalent wird zur Angabe der Sprengkraft von Waffen bzw. Sprengköpfen, industriellen Sprengstoffen sowie anderen Sprengkörpern verwendet, oder auch allgemein für die plötzliche (explosive) Freisetzung von Energie, z. B. durch Vulkanausbrüche oder Asteroideneinschläge. Vereinfachend wird manchmal nur die äquivalente Masse („Sprengkraft zwei Kilotonnen“) genannt.
Die oft zu Vergleichszwecken herangezogene Hiroshima-Bombe hatte eine Sprengkraft von ca. 15 kT. 